# Aconaemys
Aconaemys és un gènere de rosegadors histricomorfs de la família dels octodòntids, coneguts vulgarment com a rates de les roques o rates de les pinedes. Es troben a l'Argentina i Xile.

## Taxonomia
S'han descrit tres espècies:
- Aconaemys fuscus
- Aconaemys porteri
- Aconaemys sagei